# Мощност
 Тази статия е за физичната величина.  За математическото понятие вижте Равномощни множества.  
Мощността е физична величина (означавана обикновено с лат. P) и представлява отношението на пренесената енергия (или работата извършена от дадена сила) за определен интервал от време към големината на този интервал.
Или казано по друг начин, частната производна на аналитичния израз на енергията спрямо времето – {\displaystyle \scriptstyle P={\frac {\partial W}{\partial t}}}.
{\displaystyle P={\frac {dA}{dt}}\,\!} – моментна мощност
{\displaystyle P={\frac {\Delta A}{\Delta t}}\,\!} – средната стойност на мощността за периода от време Δt.

## Измервателни единици
Единицата за измерване на мощността в системата SI е ват (означение: W), която се равнява на един джаул за секунда. В български популярни издания се среща и несистемното означение Вт.
Друга измервателна единица е конската сила (българско означение: к.с.; английско: hp; немско: PS; френско: CV). Макар и остаряла, тя все още се използва в някои области. Равна е приблизително на 3/4 kW (с малки разлики между метричната и имперска единици, вижте статията конска сила за подробности).

## Мощност в механиката
Ако на движещо се тяло действа сила, то тази сила извършва работа. Мощността в този случай се изчислява по формулата:
| {\displaystyle P={\vec {F}}\cdot {\vec {v}}=Fv\cos \alpha } |

{\displaystyle \scriptstyle {F}} – сила, {\displaystyle \textstyle v} – скорост, {\displaystyle \alpha \,\!} – ъгъл между вектора на скоростта и силата.

## Мощност в електротехниката

### Моментна електрическа мощност
Моментната електрическа мощност, отделяна на елемент от електрическата верига, се определя със следната формула:
| {\displaystyle p(t)=i(t)\cdot u(t)} |

където {\displaystyle \scriptstyle i(t)} и {\displaystyle \scriptstyle u(t)} са моментните стойности на тока и напрежението върху елемента.
Ако този елемент от веригата е резистор с електрическо съпротивление {\displaystyle \scriptstyle R}, то
| {\displaystyle p(t)=i^{2}(t)\cdot R={\frac {u^{2}(t)}{R}}} |

### Мощност на постоянен ток
Тъй като стойностите на тока и напрежението са постоянни и равни на моментните стойности във всеки момент от време, то средната мощност може да се изчисли от формулата:
| {\displaystyle P=I\cdot U=I^{2}\cdot R={\frac {U^{2}}{R}}} |

### Мощности при променлив ток
При променливи напрежения и токове се дефинират следните мощности:
- активна мощност, означение {\displaystyle \scriptstyle P}; измервателна единица: ват – W
- реактивна мощност, означение {\displaystyle \scriptstyle Q}; измервателна единица: волтампер реактивен – VAr
- пълна мощност, означение {\displaystyle \scriptstyle S}; измервателна единица: волтампер – VA.

#### Активна мощност
Активната мощност се определя като средна стойност на моментната мощност за един период на променливите напрежения и токове:
{\displaystyle P={\frac {1}{T}}\int \limits _{0}^{T}p(t)\,dt};
{\displaystyle p(t)=u(t)\cdot i(t)}
е моментната мощност, а
{\displaystyle \ {u(t)}}, {\displaystyle \ {i(t)}}
са моментните стойности на напрежението и тока;
{\displaystyle \scriptstyle T} е периодът на променливите напрежение и ток.
При синусоидални напрежения и токове:
{\displaystyle P={\frac {1}{T}}\int \limits _{0}^{T}U_{m}\sin(\omega t)\cdot I_{m}\sin(\omega t-\varphi )\,dt};
тук {\displaystyle \scriptstyle {U_{m}}} и {\displaystyle \scriptstyle {I_{m}}} са амплитудните стойности на напрежението и тока,
{\displaystyle \scriptstyle \omega } е ъгловата честота, {\displaystyle \scriptstyle \omega =2\pi f\ };
{\displaystyle \scriptstyle f={\frac {1}{T}}} е честотата, а
{\displaystyle \scriptstyle \varphi } е фазовата разлика между напрежението и тока.
Ако токът и напрежението не са синусоидални, те трябва да се разложат на синусоидални хармоници в ред на Фурие. Тогава електрическата мощност е равна на сумата от съответните средни мощности на отделните хармоници.
След изчисление от интеграла се получава:
{\displaystyle P={\frac {U_{m}I_{m}}{2}}\cos \varphi }
или
{\displaystyle P=\ UI\cos \varphi };
където
{\displaystyle U={\frac {U_{m}}{\sqrt {2}}}}; {\displaystyle I={\frac {I_{m}}{\sqrt {2}}}}
са ефективните стойности на напрежението и тока,
а {\displaystyle \scriptstyle \cos \varphi } се нарича фактор на мощността.

#### Реактивна мощност
Реактивната мощност се въвежда за по-лесно изчисление на фактора на мощността в практиката. При синусоидални напрежения и токове тя се определя от израза
{\displaystyle Q=\ UI\sin \varphi }.
Физическият смисъл на тази величина е големината на амплитудата на моментната мощност върху реактивните елементи (елементи с индуктивност и/или капацитет).

#### Пълна мощност
Пълната мощност се определя от израза
{\displaystyle S=\ UI}
и при синусоидални напрежения и токове се разглежда като максималната стойност на активната мощност {\displaystyle \scriptstyle P}, която се получава при {\displaystyle \scriptstyle \cos \varphi =1}.

#### Мощности в трифазните вериги
За трифазна симетрична система:

##### Активна мощност
{\displaystyle P=\ 3\cdot UI\cos \varphi },
тук {\displaystyle \scriptstyle {U}} и {\displaystyle \scriptstyle {I}} са фазовите ефективни стойности на напрежението и тока,
а {\displaystyle \scriptstyle \varphi } е фазовата разлика между тях.
Също така
{\displaystyle P=\ {\sqrt {3}}\cdot U_{L}I_{L}\cos \varphi },
където {\displaystyle \scriptstyle {U_{L}}} и {\displaystyle \scriptstyle {I_{L}}} са линейните ефективни стойности на напрежението и тока.

##### Реактивна мощност
{\displaystyle Q=\ 3\cdot UI\sin \varphi },
тук {\displaystyle \scriptstyle {U}} и {\displaystyle \scriptstyle {I}} са фазовите ефективни стойности на напрежението и тока,
а {\displaystyle \scriptstyle \varphi } е фазовата разлика между тях.
Също така
{\displaystyle Q=\ {\sqrt {3}}\cdot U_{L}I_{L}\sin \varphi },
където {\displaystyle \scriptstyle {U_{L}}} и {\displaystyle \scriptstyle {I_{L}}} са линейните ефективни стойности на напрежението и тока.

##### Пълна мощност
{\displaystyle S=\ 3\cdot UI},
тук {\displaystyle \scriptstyle {U}} и {\displaystyle \scriptstyle {I}} са фазовите ефективни стойности на напрежението и тока.
и
{\displaystyle S=\ {\sqrt {3}}\cdot U_{L}I_{L}},
където {\displaystyle \scriptstyle {U_{L}}} и {\displaystyle \scriptstyle {I_{L}}} са линейните ефективни стойности на напрежението и тока.
При трифазни несиметрични системи трифазната мощност се изчислява като сума от мощностите на трите фази или се използва методът на симетричните съставящи.